# Mezquita Sidi Ameur
La mezquita Sidi Ameur (en árabe مسجد سيدي عامر, masjid Sidi'Āmir), conocida también como la pequeña mezquita de Sidi Ameur, es una mezquita tunecina situada en el sureste de la medina de Túnez. Se trata de un monumento clasificado desde el 16 de noviembre de 1928.

## Localización
Se encuentra en el número 24 de la calle Sidi Ali Azzouz.

## Etimología
Toma su nombre del santo hombre Sidi Ameur El Batach, procedente de La Marsa y muerto la noche del viernes 21 de Yumada al-Wula del año 933 de la hégira.

## Historia
Desde su entierro a esta mezquita en 1526, la gente empezó a visitar el edificio y a recopilar las calidades de Sidi Ameur en una obra escrita.

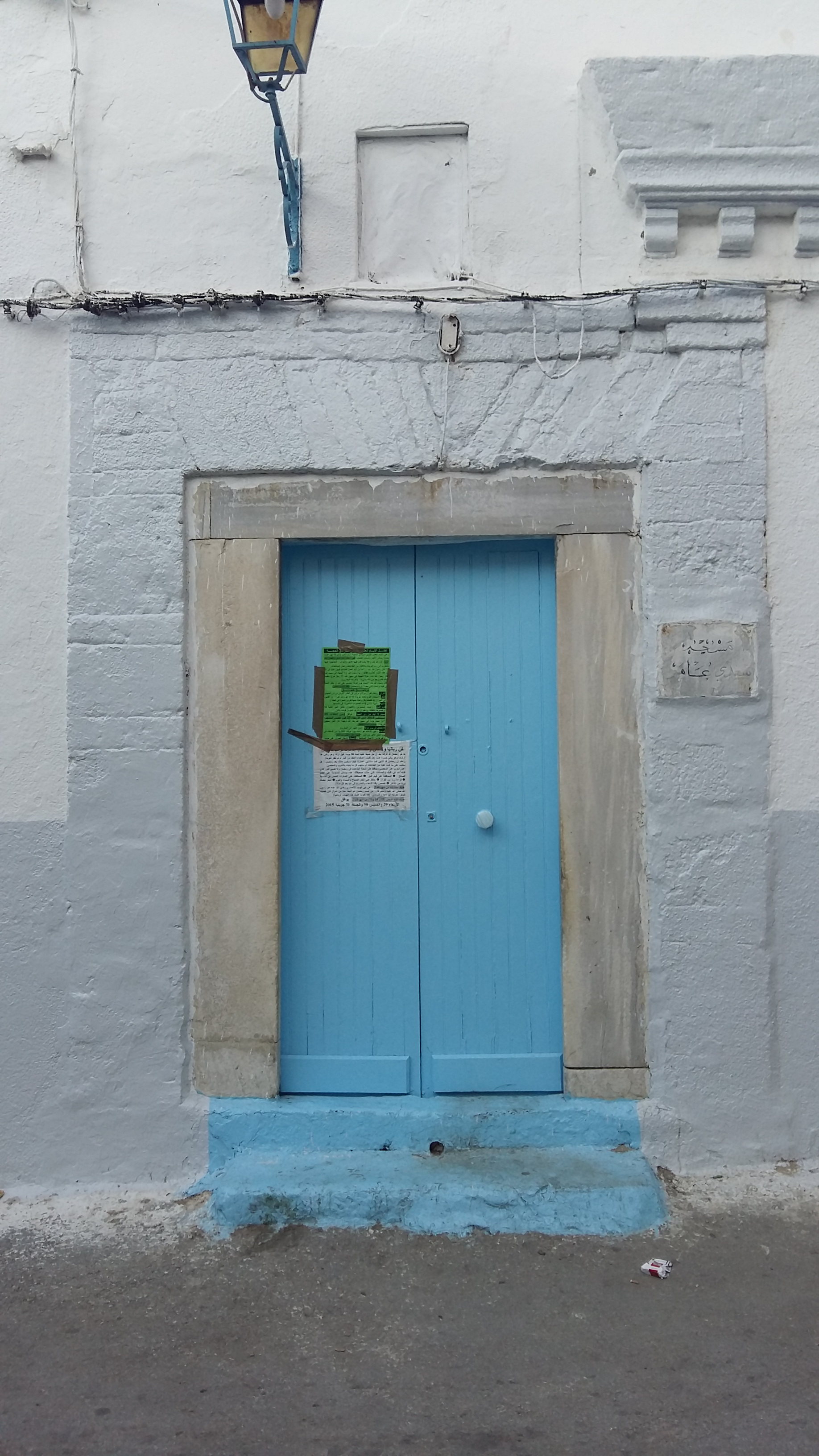
Puerta de entrada
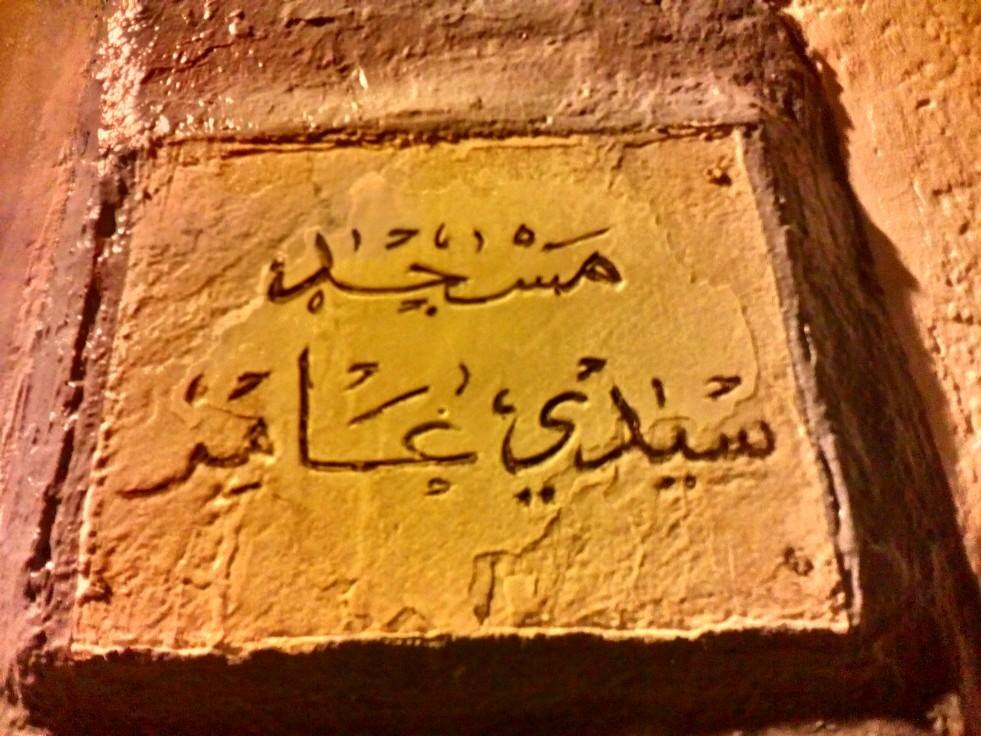
Placa de mármol indicando el nombre de la mezquita